# こつなぎ 山を巡る百年物語
『こつなぎ 山を巡る百年物語』（こつなぎ やまをめぐるひゃくねんものがたり）は、2009年の日本映画。山形国際ドキュメンタリー映画祭2009特別招待作品。いわゆる小繋事件の裁判の歴史と住民の暮らしを追った記録映画。

## 概要
映画には、亀井文夫監督をサポートしたドキュメンタリーカメラマン菊地周、写真家の川島浩、ドキュメンタリー作家の篠崎五六が小繋を訪れて記録した膨大なフイルム・写真・録音テープなどが活かされている。
映画の企画・制作を担当したのは、菊地周夫人の菊地文代。

## スタッフ
- 企画・制作 - 菊地文代（株式会社周）
- 監督 - 中村一夫
- 撮影 - 前島典彦
- 語り - すまけい
- 配給協力 - パンドラ
- 後援 - 社団法人農山漁村文化協会、財団法人森林文化協会、NPO法人樹木環境ネットワーク、NPO地球緑化センター、日本有機農業研究会、一般社団法人あいあいネット
- 協力 - 福島県郡山市石筵共有林組合、全国農業協同組合労働組合連合会、岩手県生活協同組合連合会
- 文部科学省選定（青年・成人向き）

## 評価
2009年第83回キネマ旬報文化映画ベスト・テン第2位に選ばれた。